# Oeagra lugubris
Oeagra lugubris är en insektsart som först beskrevs av Perty 1833.  Oeagra lugubris ingår i släktet Oeagra och familjen lyktstritar. Inga underarter finns listade i Catalogue of Life.